# Isola di Vulcano (traghetto)
L'Isola di Vulcano è un traghetto appartenente alla compagnia di navigazione italiana Caremar.

## Servizio
Varato il 27 marzo 1998 nei cantieri navali Rodriquez di Pietra Ligure con il nome di Isola di Vulcano e consegnato il 10 settembre alla Siremar, prende servizio nel mese successivo nei collegamenti tra Milazzo e le Isole Eolie.
Successivamente, viene saltuariamente impiegato anche nei collegamenti da Palermo ad Ustica e alle Isole Egadi.
Da dicembre 2004 a gennaio 2005 viene noleggiato alla Caremar ed impiegato nel golfo di Napoli.
Nel 2007, da febbraio a marzo del 2010,da febbraio a maggio del 2011 e nel 2012 viene noleggiato alla Tirrenia di Navigazione ed impiegato nei collegamenti tra Termoli e le Isole Tremiti in sostituzione del gemello Isola di Capraia.
Nel 2008 viene noleggiato alla Saremar ed impiegato nei collegamenti tra Carloforte e Portovesme in sostituzione del Sibilla.
Nell'autunno del 2009 viene noleggiato alla Caremar ed impiegato nei collegamenti tra Formia, Ponza e Ventotene.
Nei primi mesi del 2024 viene venduto alla Caremar e prende servizio nel golfo di Napoli, dove opera tutt'oggi.
Successivamente, viene brevemente noleggiato alla NLG ed impiegato nei collegamenti tra Termoli e le Isole Tremiti in sostituzione del Santa Lucia.

## Navi gemelle
- Isola di Capri
- SNAV Virgo
- Isola di Procida